# William Thorburn (1820–1903)
William Franklin Thorburn (i riksdagen kallad Thorburn i Uddevalla), född 27 november 1820 i Edinburgh, Skottland, död 31 januari 1903 på godset Kasen i Uddevalla, var en svensk vicekonsul, grosshandlare och riksdagspolitiker. 
William Thorburn flyttade med sina föräldrar till Sverige vid tre års ålder. Han växte upp i Uddevalla och blev där grosshandlare och delägare i handelsfirman William Thorburns Söner. Han var också engelsk vicekonsul i Uddevalla och Lysekil från 1863.
I egenskap av riksdagsman var Thorburn ledamot av första kammaren 1866–1869.